# Джеймс Вільям Гібсон
Джеймс Вільям Гібсон (англ. James William Gibson; 21 жовтня 1877 — вересень 1951) — британський бізнесмен, голова футбольного клубу «Манчестер Юнайтед» з грудня 1931 року по вересень 1951 року.

## Ранні роки
Джеймс Гібсон народився в Солфорді у родині успішного підприємця, але виріс і провів дитинство в центральному Манчестері разом зі своїм молодшим братом Джоном, і сестрою, Флоренс (яка померла в юному віці). Коли Джеймсу було 14 років, обидва його батьки померли, і він разом з братом переїхав жити до бабусі з дідусем. Бабуся з дідусем також незабаром померли, і двох братів взяв на виховання їх дядько, Вільям Фелл, що був єдиним братом їх матері. Фелл сам був успішним бізнесменом, як і батько Джеймса. Він займався торгівлею зерном на околиці Манчестера. Гібсон виріс, допомагаючи Феллу з його бізнесом, занурюючись у всі аспекти компанії свого дядька, але особливо досяг успіху в сфері продажів.

## Текстильний бізнес
На початку XX століття, пропрацювавши в компанії свого дядька п'ятнадцять років, Гібсон вирішив заснувати свою власну компанію. У той час в Манчестері і його околицях активно розвивалася текстильна промисловість, і Джеймс Гібсон зайнявся саме цим бізнесом. До того ж його батько займався виготовленням уніформ, тому завдяки репутації свого батька, що ще добре збереглася у місті, Джеймс зміг швидко набрати клієнтську базу. Його бізнес добре розвивався, а потім почалася Перша світова війна, після початку якої компанія Гібсона отримала велике замовлення від держави на пошиття уніформи для Збройних сил Великої Британії. Це замовлення ще більше збільшило репутацію Гібсона, і до кінця війни він став шанованим у місті підприємцем.
Після закінчення війни обсяг замовлень різко скоротився, і компанії довелося шукати нових замовників. Гібсон звернувся до голів міських транспортних компаній з пропозицією про поставку уніформи для водіїв трамваїв і кондукторів, «якою вони будуть пишатися». Ідея виявилася успішною, і компанія Гібсона отримала нові замовлення. У 1924 році він створив партнерство з підприємцями на прізвище Джонс і Бріггс, заснувавши компанію Briggs, Jones and Gibson. Нова компанія перенесла своє виробництво в більш просторі площі на Лосток Стріт, неподалік від Олдем Роуд в Колліхерсті, і розширила свої продажі за межі Манчестера. У 1926 році один з партнерів, Джонс, помер, що поставило перспективи бізнесу під загрозу. У зв'язку з похилим віком, Бріггс також вирішив відійти від справ, продавши свою частку, і Гібсон став одноосібним власником компанії. На жаль для Гібсона, в цей час почався економічний спад, пов'язаний з Великою депресією, через що обсяги продажів різко знизилися. Тим не менш, його бізнес був диферсифікований і тому зміг пережити складний період.

## «Манчестер Юнайтед»

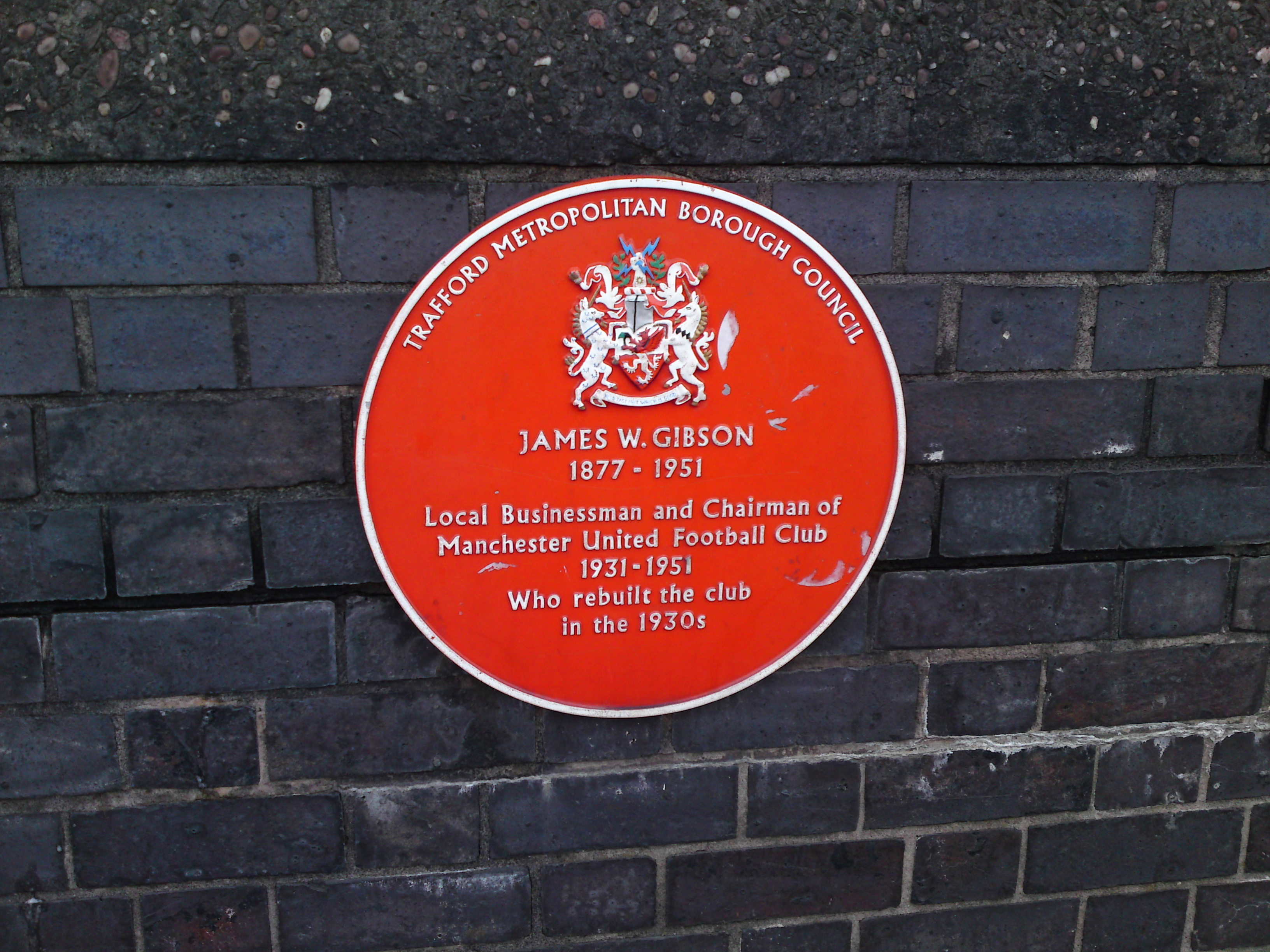
Пам'ятна табличка, присвячена Джеймсу Гібсону, на дорозі ім. сера Метта Басбі в Стретфорді.

На відміну від заможного Джеймса Гібсона, на футбольний клуб «Манчестер Юнайтед» сильно вплинула Велика депресія, що почалася в Англії на початку 1930-х. Попередній власник клубу, Джон Генрі Дейвіс помер в 1927 році, пробувши в клубі 25 років. До моменту його смерті клуб регулярно переміщався між дивізіонами, заробивши славу клубу «йо-йо», і загруз у великих боргах. До грудня 1931 року «Манчестер Юнайтед» був на межі банкрутства: гравцям тижнями не виплачували заробітну плату, матчі відвідувало все менше вболівальників (19 грудня 1931 року на домашній матч «Юнайтед» проти «Брістоль Сіті» прийшло лише 4697 осіб).
У цей важкий для клубу момент секретар «Манчестер Юнайтед» Волтер Крікмер зустрівся з Джеймсом Гібсоном, про якого було відомо, що він цікавиться спортом (особливо регбі і крикетом). Гібсон не був великим футбольним вболівальником, але, дізнавшись про можливе банкрутство і зникнення місцевого клубу, відразу ж запропонував свою допомогу, виділивши команді 2000 фунтів для виплати боргів і поточних витрат. Всього він вклав у команду 40 000 фунтів, але зажадав зміни керівництва. 19 січня 1932 року всі члени ради директорів клубу подали у відставку, а Гібсон погасив всі борги і став одноосібним власником «Манчестер Юнайтед».
Крикмер і Луїс Рокка залишилися в клубі, і з фінансовою допомогою Гібсона створили молодіжну систему підготовки команди (Manchester United Junior Athletic Club).
Після того, як домашній стадіон клубу, «Олд Траффорд», був зруйнований після нальоту Люфтваффе 11 березня 1941 року, Гібсон виділив гроші на його відновлення (воно завершилося в 1949 році). В кінці війни Гібсон призначив на пост головного тренера клубу молодого Метта Басбі, який став одним з найвидатніших тренерів в історії «Манчестер Юнайтед».
У 1948 році «Манчестер Юнайтед» під керівництвом Метта Басбі вперше за довгий час виграв трофей: це був Кубок Англії. Гібсон був хворий і не зміг бути присутнім на матчі, але передав команді вітальні слова: «Ви реалізували мої найбільші амбіції».
У 1951 році Гібсон помер, не доживши трохи менше року до того моменту, коли «Юнайтед» виграв чемпіонський титул після 41-річної перерви.